# Rhyncobaris
Rhyncobaris är ett släkte av skalbaggar. Rhyncobaris ingår i familjen vivlar.
Kladogram enligt Catalogue of Life:
| Rhyncobaris | \| \| Rhyncobaris centrinoides \| \| \| \| \| \| Rhyncobaris uniformis \| \| \| \| |
|             | \| \| Rhyncobaris centrinoides \| \| \| \| \| \| Rhyncobaris uniformis \| \| \| \| |
|             | Rhyncobaris centrinoides                                                           |
|             |                                                                                    |
|             | Rhyncobaris uniformis                                                              |
|             |                                                                                    |